# Чиконзеро Чазунгуза
Чиконзеро (Чико) Чазунгуза (на шона: Chikonzero Chazunguza; на английски: Chikonzero Chazunguza) е виден зимбабвийски художник, учил в България.

## Биография
Чазунгуза е роден на 13 януари 1967 година и е израснал в Хайфийлдс, гъсто населено предградие на зимбабвийската столица Хараре. В 1987 година печели стипендия за обучение във Висшия институт за изобразително изкуство „Николай Павлович“ в София, България, от който получава магистърска степен. В България изучава класическите предмети гравюра, рисуване и живопис и прекарва в страната седем години, които обхващат колапса на авторитарния режим и прехода към демокрация.
В 1994 година Чазунгуза се завръща в Зимбабве и започва да се опитва да обедини европейското обучние с местното зимбабвийско изкуство. Активен е в много различни области, включително преподаване на изкуства повече от 15 години в различни университети и колежи. Заместник-директор е на Зимбабвийския институт за визуални изкуства и ръководител на катедрата по изкуства в Харарския политехнически колеж. Участва в журита за Националната галерия на Зимбабве и Националната галерия на Намибия. Координира множество семинари и фестивали и е арт директор на няколко късометражни филма. Същевременно се занимава и с много обществени дейности. Създава центъра Дзимбанхете Артс Интеракшън в покрайнините на Хараре, който се стреме да поддържа съвременното зимбабвийско изкуство.
В 2009 година Чазунгуза се мести в Канада, където отново се сблъсква с контрастите на културата на емигранта.
В 2015 година Чазунгуза заедно с Масимба Хвати и Гарет Няндоро са представителите на Зимбабве в 56-тата международна художествена изложба на Биеналето на Венеция.
В 2020 година Чазунгуза подкрепя включването на мбирата в Списъка на шедьоври на устното и нематериалното културно наследство на човечеството на ЮНЕСКО.
Чазунгуза е носител на множество награди и е излагал в няколко самостоятелни изложби в Африка, Европа и Северна Америка.

## Стил
Чазунгуза е визуален художник с провокативни мултидисциплинарни произведения, които се опитват да повдигат въпроси за постколониалното състояние и за нестабилната роля и природа на изкуството в неговия постколониален контекст. Творбите му дават на зрителя усещане за ритуален ред и за дълбоките мистерии на живота, като същевременно предлагат проницателен, но фин социален и политически анализ. Художникът умишлено се опитва да използва местните начини на изработка на изкуството и местната визуалност, изследва техните области и тяхното естетическо припокриване със западните традиции и така създава нови визуални форми и нови видове визуални преживявания. В картините си, в отпечатъците и в инсталациите си Чазунгуза експериментира с най-различни материали, включително предмети от ежедневния африканския бит и така предизвиква въпросите за скритотото колониално наследство на Африка, свързано с разпределението на земята, несигурността на прехраната, деградацията на местната духовност и на традиционния ред и ритуали. Канадският му период го вдъхновява да съпостави елементи от света на западното изобилие и консуматорство със своите спомени за недостиг и борба. Същевременно силно чувствителните му творби се занимават и с духовността и социалната отговорност. В Канада също преподава визуални изкуства.